# 有松英義

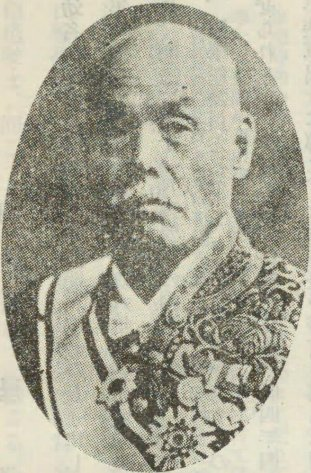
有松英義

有松 英義（ありまつ ひでよし、1863年7月25日（文久3年6月10日）- 1927年（昭和2年）10月24日）は、明治から昭和初期の官僚、政治家。寺内内閣の法制局長官を務めた。通称は梅次郎。字は子華。

## 来歴・人物
備前国御野郡岡山城下に岡山藩士有松正義の長男として生まれる。1881年（明治14年）、岡山師範学校を卒業後、窪屋郡帯江小学校の教員をしながら漢学者西毅一の門下となる。陸奥宗光の著書を読んで上京して洋学を学ぶことを志した。相談を受けた同門の先輩である小松原英太郎は師である西が自由民権運動に没頭するのを憂慮して、1884年（明治17年）有松を獨逸学協会学校専修科に入学させた（小松原は同校の母体である獨逸学協会の会員であった）。そこで有松は同校の教師であるゲオルク・ミヒャエリスの影響を強く受けた。卒業後の1888年（明治21年）に行われた第1回高等文官試験において私立学校卒業者の合格第1号の1人となる。
だが、行政職ではなく、判事補に補されたことを不服としてその1ヶ月足らずで辞任して（ただし、辞表は司法大臣預かりのまま休職扱いとなる）、井上馨が構想していた自治党の機関誌に予定されていた『自治新報』の記者となる。ところが自治党は成立せず、同誌も2年後に廃刊となると、司法大臣命令によって判事として復帰することとなり、そこでの実績が抜群であるとして司法省参事官に転じた。大日本帝国憲法第67条を巡る議論では政府の立場から論争に参加し、そこでの活躍が評価されて農商務省参事官、更に内務省書記官兼法制局参事官に転じる。治安警察法・行政執行法・著作権法・出版法の立案・草案作成にあたり、第1次・第2次桂内閣で警保局長を務め、途中1904年（明治37年）には三重県知事を務めた。この間1910年（明治43年）には大逆事件の捜査指揮にあたり、幸徳秋水らを逮捕して、後に死刑に追い込んだ。この功績によって1911年8月24日、貴族院議員に勅選され、研究会に属し1920年（大正9年）2月24日まで在任した。
1912年（大正元年）に帝室林野管理局長官、1914年（大正3年）に枢密院書記官長、1916年（大正5年）に寺内内閣の法制局長官を務め、1918年（大正7年）には拓殖局長官、1920年（大正9年）には枢密顧問官を歴任、晩年は経営破綻寸前であった獨逸学協会学校の後援会理事長として母校再建に尽力した。墓所は青山霊園。

## 栄典
位階
- 1891年（明治24年）12月23日 - 正八位[6][7]
- 1892年（明治25年）12月12日 - 従七位[6]
- 1895年（明治28年）6月21日 - 正七位[6]
- 1897年（明治30年）7月10日 - 従六位[6]
- 1899年（明治32年）6月20日 - 正六位[6]
- 1901年（明治34年）10月30日 - 従五位[6]
- 1903年（明治36年）9月22日 - 正五位[6]
- 1908年（明治41年）11月10日 - 従四位[6][8]
- 1915年（大正4年）3月1日 - 正四位[6][9]
- 1918年（大正7年）
  - 9月20日 - 従三位[6]
  - 10月10日 - 正三位[6][10]
- 1927年（昭和2年）3月1日 - 従二位[6]

勲章等
- 1902年（明治35年）6月30日 - 勲六等瑞宝章[6]
- 1903年（明治36年）
  - 5月15日 - 単光旭日章[6]
  - 5月21日 - 銀杯一個[11]
- 1904年（明治37年）6月28日 - 勲五等瑞宝章[6]
- 1905年（明治38年）12月22日 - 勲四等瑞宝章[6]
- 1906年（明治39年）4月1日 - 勲三等旭日中綬章[12]・明治三十七八年従軍記章[6][13]
- 1914年（大正3年）6月29日 - 勲二等瑞宝章[6]
- 1915年（大正4年）11月10日 - 大礼記念章[6][14]
- 1916年（大正5年）4月1日 - 旭日重光章[6][15]
- 1917年（大正6年）11月29日 - 金杯一個[6]
- 1919年（大正8年）5月24日 - 金杯一組[6]
- 1920年（大正9年）11月1日 - 勲一等瑞宝章[16]
- 1921年（大正10年）
  - 3月23日 - 金杯一組[6]
  - 7月1日 - 第一回国勢調査記念章[17]
- 1927年（昭和2年）10月24日 - 旭日大綬章[6]・帝都復興記念章[6][18]